# Каменная Стража
Каменная Стража — деревня в Гдовском районе Псковской области России. Входит в состав Спицинской волости Гдовского района.
Расположена на юго-западе волости, в 2 км от побережья Чудского озера, в 20 км к юго-западу от волостного центра Спицино и в 45 км к югу от Гдова.

## Население
Численность населения деревни на 2000 год составляла 7 человек.